# Prowvissen
Prowvissen (Zaproridae) zijn een familie van straalvinnige vissen uit de orde van Baarsachtigen (Perciformes).

## Geslacht
- Zaprora